# نعنای سیبی
نعنای سیبی، نعناع سیبی، نعناع آناناسی، نعناع پشمالو، نعناع برگ‌گرد و نعناع suaveolens (مترادف M. rotundifolia، نعناع macrostachya, insularis نعناع) یا پونه ابلق یک عضو از خانواده نعناع است که در محدوده اروپای جنوبی و غربی و حوضه مدیترانه غربی رشد می‌کند. نعناع برگ گرد، یک گیاهی علفی پایا با طول عمر پیش از دو سال است؛ که اغلب به عنوان یک گیاه آشپزی یا برای پوشش زمین مورد استفاده قرار می‌گیرد.

## ویژگی‌ها
نعناع اپل معمولاً به ارتفاع ۴۰–۱۰۰ سانتی‌متر (۱۶ تا ۳۹ اینچ) رشد می‌کند و به روش ساقه رونده به صورت گروهی گسترش و رشد می‌کند. شاخ و برگ سبز روشن، و گاهی ابلق، چین و چروک و ساختار تخم مرغی شکل برگها که بین ۳ تا ۵ سانتی‌متر (۱٫۲ تا ۲٫۰ اینچ) طول و ۲ تا ۴ سانتی‌متر (۰٫۸–۱٫۶اینچ) وسعت از نشانه‌های این گونه است. برگ این گونه در بالا و پایین مودار بوده و دارای حاشیه کنگره‌ای یا دندانه دار هستند. گل در خوشه ترمینال ۴ تا ۹ سانتی‌متر (۱٫۶–۳٫۵ اینچ) ارتفاع و متشکل از تعدادی از حلقه‌های گل سفید یا صورتی ایجاد می‌باشد. گل نعناع اپل در اواسط تا اواخر تابستان می‌روید. این گونه یک گیاه معطر با طعمی میوهای و نعنایی است.

## پراکندگی
نعناع سیبی بومی اروپا جنوبی و غربی است و در بخش‌های مرکزی و شمالی اروپا نیز کشت می‌شود. این گونه در مکان‌های نمناک و مرطوب رشد می‌نماید.

## کشت و کاربرد

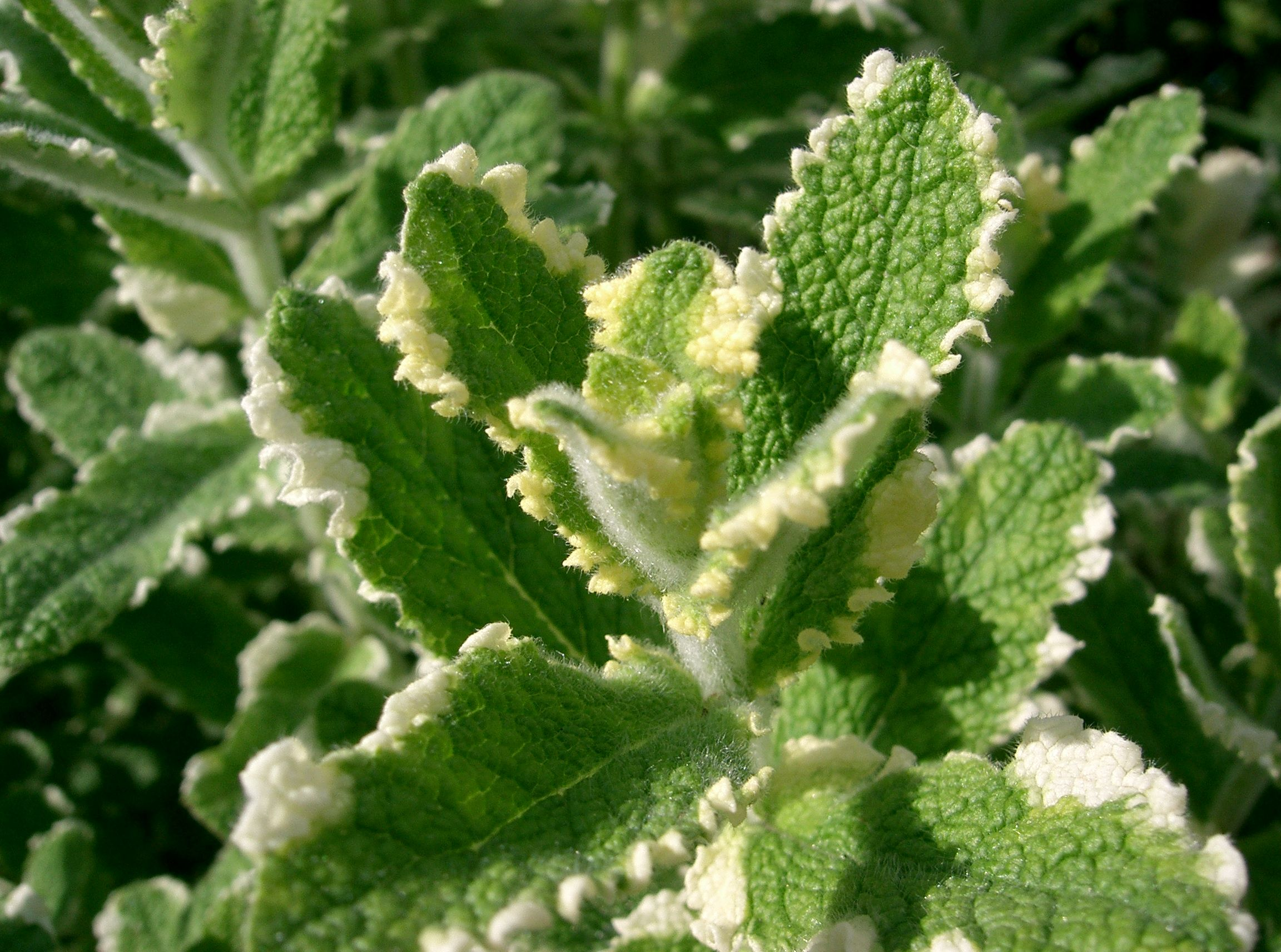
نعنای سیبی

شاخ و برگ جذاب و زیبا همچنین رشد آسان و مقاومت بالای نعناع سیبی باعث شده است که این گیاه اغلب به عنوان یک گیاه زینتی مورد استفاده قرارگیرند. این گونه نور مستقیم آفتاب را به مکانهای سایه دار ترجیح می‌دهند. از برگهای این گیاه برای طعم دار کردن ژله نعناع سیبی و بلغور عربی (کوسکوس) استفاده می‌شود. همچنین اغلب در چای نعناع و سالاد نیز به عنوان چاشنی و تزیین استفاده می‌شود.
نعناع آناناسی (Mentha Suaveolens variegata، نعناع سیبی ابلق، پونه ابلق) زیر مجموعه‌ای از نعناع سیبی است که برگ‌هایی به صورت ابلق (سبز با لبه‌های سفید) دارد؛ که ترکیبی دورگه از دو نوع نعنا است.
نعناع سیبی که در اسپانیا و بسیاری از کشورهای آمریکای جنوبی، به نام hierbabuena به معنی «شاخ و برگ خوب» شناخته می‌شود. هزاران سال است که برای اهداف دارویی در بسیاری از نقاط جهان، از جمله آفریقا، اروپا، آسیا و آمریکا استفاده می‌شود.